# جوليان تالبوت
جوليان تالبوت هو لاعب هوكي الجليد كندي، ولد في 24 مارس 1985.

## وصلات خارجية
- جوليان تالبوت على موقع دوري الهوكي الوطني (الإنجليزية)
- جوليان تالبوت على موقع EliteProspects.com (الإنجليزية)
- جوليان تالبوت على موقع Eurohockey.com (الإنجليزية)
- جوليان تالبوت على موقع HockeyDB.com (الإنجليزية)